# Marumba saishiuana
Marumba saishiuana is een vlinder uit de familie van de pijlstaarten (Sphingidae). De wetenschappelijke naam van de soort werd in 1924 gepubliceerd door Hanjiro Okamoto.